# Heronax dubia
Heronax dubia är en insektsart som beskrevs av Frederick Arthur Godfrey Muir 1924. Heronax dubia ingår i släktet Heronax och familjen Derbidae. Inga underarter finns listade i Catalogue of Life.